# Олимпийский Мишка
Олимпи́йский Ми́шка (Медвежо́нок Ми́ша, Ми́шка) — талисман XXII летних Олимпийских игр, проходивших в 1980 году в Москве. Представляет собой антропоморфного медведя, улыбающегося и стоящего на задних лапах. Автором персонажа является книжный иллюстратор Виктор Чижиков.
Имя Миша (Мишка, Михаи́л, Михаил Пота́пыч) — традиционное русское прозвище медведя, под которым он выступает во многих русских народных сказках. Организационный комитет московской Олимпиады выбрал в качестве символа именно это животное, поскольку ему присущи такие характерные для спортсмена качества, как сила, упорство и удаль.

## История создания
В 1977 году организационный комитет Олимпиады объявил конкурс на лучшее изображение медведя. Победу в конкурсе одержал эскиз Виктора Чижикова, 42-летнего художника, известного своими иллюстрациями к детским книгам.
Позднее Чижиков вспоминал, что он и его друзья собрались вместе в мастерской и сделали там каждый примерно по 100 карандашных набросков медведя. В число 60 эскизов, предварительно отобранных организационным комитетом, попал и 1 из набросков Виктора; его попросили выполнить изображение в цвете. К 1 апреля цветное изображение улыбающегося медвежонка было сдано в комитет, но отсутствовала важнейшая деталь — олимпийская символика. Только в августе художник увидел во сне решение — опоясать медвежонка сине-чёрно-жёлто-зелёно-красным (цвета олимпийских колец) ремнём с пряжкой в виде этих колец золотистого цвета; тогда он внёс изменения в рисунок.
На проходившей чуть позже выставке проектов олимпийского талисмана за проект Чижикова высказался президент Международного олимпийского комитета лорд Майкл Килланин. А в конце сентября Чижикову позвонили и сказали: «Виктор Александрович! Поздравляем — Ваш медведь прошёл ЦК партии!» (имелось в виду согласование проекта в ЦК КПСС).
Наконец, 19 декабря 1977 года Мишка был утверждён в качестве официального талисмана XXII Олимпиады.
По свидетельству М. А. Ошеровского, единственным денежным вознаграждением Виктора Чижикова за эту работу явилась единовременная выплата двух тысяч рублей, что примерно соответствовало средней годовой зарплате в СССР того времени.

## Использование талисмана
Образ талисмана XXII Олимпиады широко использовался во время подготовки и проведения Олимпийских игр. Он появлялся на вымпелах и плакатах, почтовых марках, конвертах и открытках, значках и сувенирах, а также на страницах печатных изданий.
Строки про «ласкового Мишу» вошли и в текст песни «До свиданья, Москва» — прощальной песни Московской Олимпиады, которую композитору А. Н. Пахмутовой и поэту Н. Н. Добронравову заказали главный режиссёр церемоний открытия и закрытия XXII Олимпийских игр И. М. Туманов и главный дирижёр этих церемоний О. А. Димитриади.
3 августа 1980 года во время церемонии торжественного закрытия Игр XXII Олимпиады, проходившей на Центральном стадионе имени В. И. Ленина, на Восточной трибуне стадиона размещался экран художественного фона (экран создавали 4,5 тысячи солдат, которые держали в руках цветные щиты и по команде сменяли их, создавая всё новые и новые красочные мозаичные картины). После того как олимпийский огонь погас, на экране возник образ Олимпийского Мишки; появилась надпись «Доброго пути!», и из глаза медведя покатилась слеза.

## Надувная кукла-талисман
К Олимпийским играм была создана 8-метровая резиновая кукла-талисман — аэростат «Олимпийский Мишка». Первоначально куклу изготавливали в Москве, в НИИ резиновой промышленности. Был изготовлен макет и основной вариант. Из-за её больших габаритов работа над ней была перенесена в Загорский филиал института, расположенный в Загорске (ныне — Сергиев Посад). Там был изготовлен дублёр — третий экземпляр. Работами руководили Г. А. Захарьев и Д. Б. Навроцкий. Аэростат был сделан из специальной прорезиненной ткани и наполнялся гелием; надувные лапы медведя крепились к туловищу при помощи шарниров. С аэродинамикой куклы-талисмана были сначала большие проблемы, она должна была взлетать вертикально вверх, но медведь летел либо на боку, либо на спине, а иногда даже переворачивался в воздухе. Нужный результат был получен после того, как утяжелили ноги и привязали к лапам гирлянды воздушных шаров.
Во время Церемонии закрытия Олимпийских игр резиновая кукла-талисман под песню «До свиданья, Москва» в исполнении Льва Лещенко, Татьяны Анциферовой и ВИА «Пламя» поднялась над стадионом на 24 разноцветных воздушных шарах и, помахав зрителям на прощание лапой, медленно уплыла в ночное московское небо. Зрелище было столь трогательным, что и зрители, и участники Олимпиады не могли удержаться от слёз. Спустя несколько часов куклу-талисман нашли на Воробьёвых горах. 
Сведения о дальнейшей судьбе Мишки противоречивы. Согласно одной из версий,  его отвезли на склад, затем, некоторое время Мишка выставлялся в павильоне «Юные натуралисты» ВДНХ (ряд источников утверждает, что это была копия), а потом хранился в подвале Олимпийского комитета, где позже был уничтожен крысами. Согласно другой версии, Мишу отвезли в ГУВД г. Москвы, где он хранится по сей день. По состоянию на 2024 год, достоверных сведений о судьбе Мишки не имеется.
Также не имеет подтверждения информация, согласно которой, осенью 1980 года к советскому правительству обратилась одна западногерманская фирма с предложением купить резинового Мишу за 100 тысяч немецких марок, но фирме было отказано.

## В мультипликации
Для популяризации Олимпиады советскими мультипликаторами помимо картин на олимпийскую тематику (см. статью о ней) были сняты и фильмы с участием или упоминанием Мишки, такие как «Большая эстафета», «Где же медвежонок?», «Кто получит приз?», «Салют, Олимпиада!» (все 1979 года), «Первый автограф» (1980), 3 серии «Баба-яга против!» студии «Союзмультфильм», «Олимпийский характер» (1979), «Метаморфоза» и «Нокаут» (1980) ТО «Экран». Его можно встретить в «Трое из Простоквашино» (1978), где Дядя Фёдор читает журнал «Мурзилка» с изображением Мишки на обложке. В 13-м выпуске «Ну, погоди!» (1980) Олимпийский Мишка вручает Волку и Зайцу приз — торт, украшенный их шоколадными копиями.
Помимо этого, в 1979—1980 годах студия Nippon Animation сняла 26 серий аниме Koguma no Misha.